# Hoflader

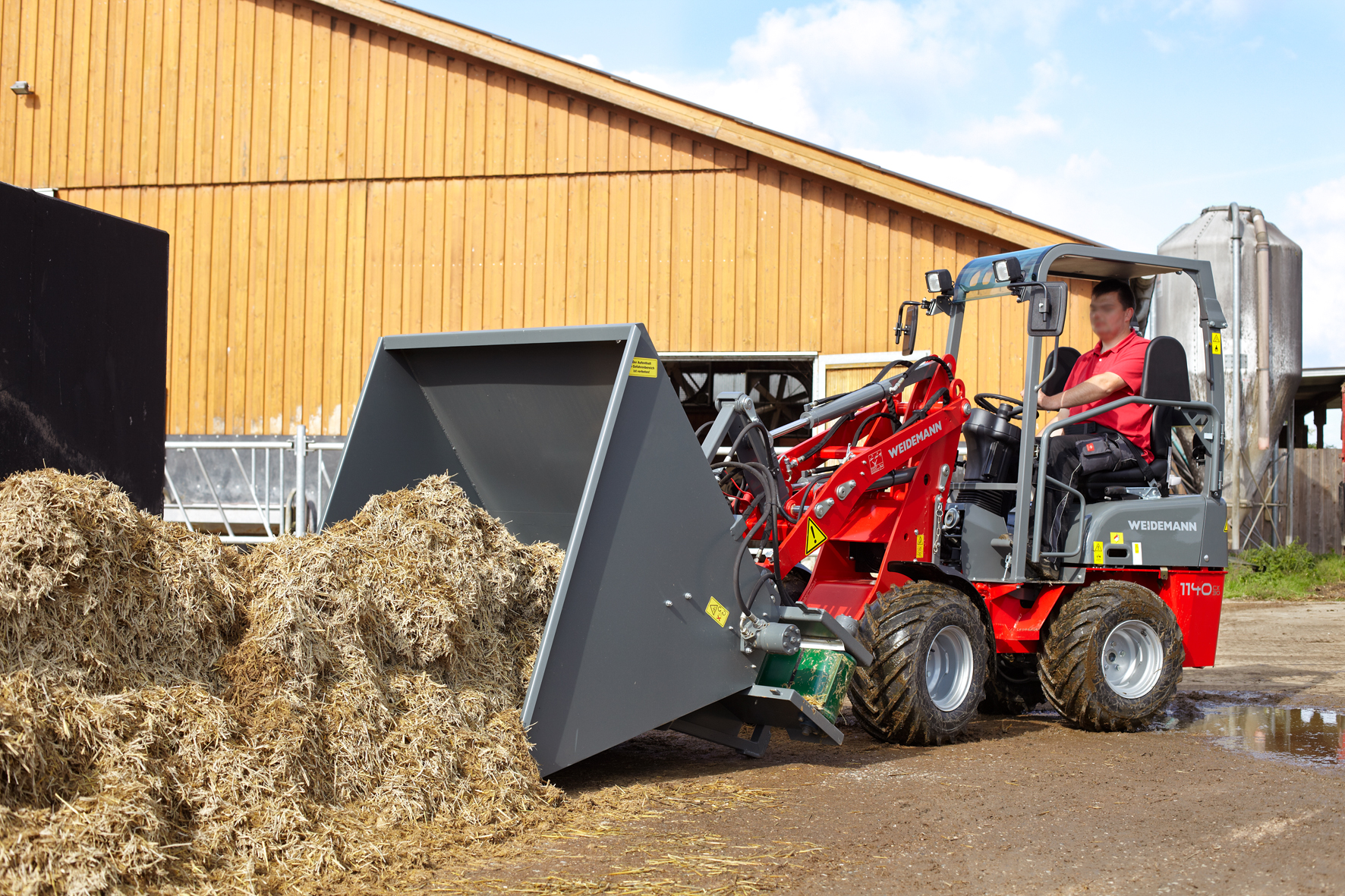
Hoflader Hoftrac 1140 CX30 von Weidemann

Ein Hoflader, auch Hofschlepper, ist ein zumeist in der Landwirtschaft genutztes Fahrzeug, welches speziell für enge Umgebung (niedrige Gebäude, schmale Durchgänge etc.) konzipiert ist. Hoflader sind wesentlich schmaler und kompakter als konventionelle Radlader, außerdem ist der Wendekreis kleiner. Hoflader werden auch zunehmend außerhalb der Landwirtschaft im Gartenbau und in Kommunalbetrieben verwendet.
Typische Einsatzbereiche sind Fütterung und Entmistung in Ställen sowie allgemeine Transport- und Verladetätigkeiten auf dem Bauernhof. Hierzu kann ein Hoflader mit einer Vielzahl von Anbaugeräten ausgestattet werden, zum Beispiel mit Ladeschaufeln, Palettengabeln, Ballenzange, Krokodilgebiss u. a. Bei Hofladern sind Geräteaufnahmeplatten meist nur optional als Zubehör erhältlich, von 6 im Jahr 2009 getesteten war nur ein Schnellwechsler Euro-Norm kompatibel. Um trotz der geringen Bauhöhe größere Hubhöhen zu realisieren, sind einige Modelle mit einem Teleskoparm ausgestattet.

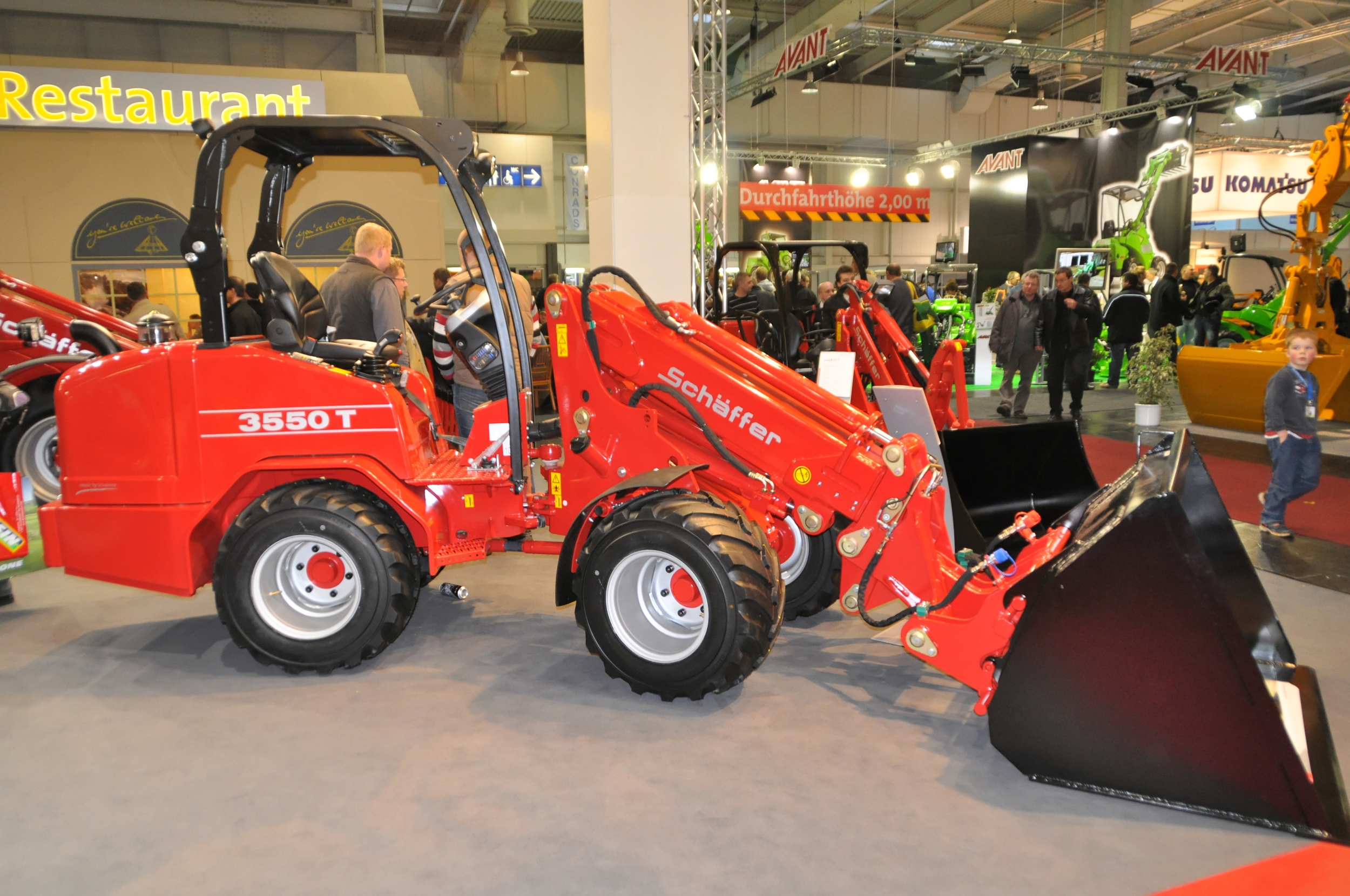
Schäffer-Hoflader 3550 T (ein Hoflader mit Teleskoparm) auf der Agritechnica 2011

Überwiegend werden die Hoflader mittels einer Knicklenkung gelenkt, es gibt am Markt aber auch Fahrzeuge mit anderen Lenkungsarten, z. B. Allradlenkung oder eine Kombination aus Allrad- und Knicklenkung (sogenannte 5 Achslenkung). Hoflader sind sehr wendig, dafür besteht aber besonders bei angehobenem Arbeitsgerät und/oder beim Einlenken aufgrund der geringen Spurbreite eine große Kippgefahr. Deshalb haben die Fahrzeuge alle entweder einen Überrollbügel oder seltener umsturzfeste Kabinen.
Im Bundesland Salzburg arbeitet etwa jeder zweite Bauer mit einem Hoflader; in einem Zeitraum von 2 Jahren (Stand August 2016) sind hier 3 Menschen bei Unfällen damit zu Tod gekommen. Wegen der Kippgefahr bei Kurvenfahrt über Bodenwellen wird empfohlen, Lasten dabei nur wenig vom Boden anzuheben.

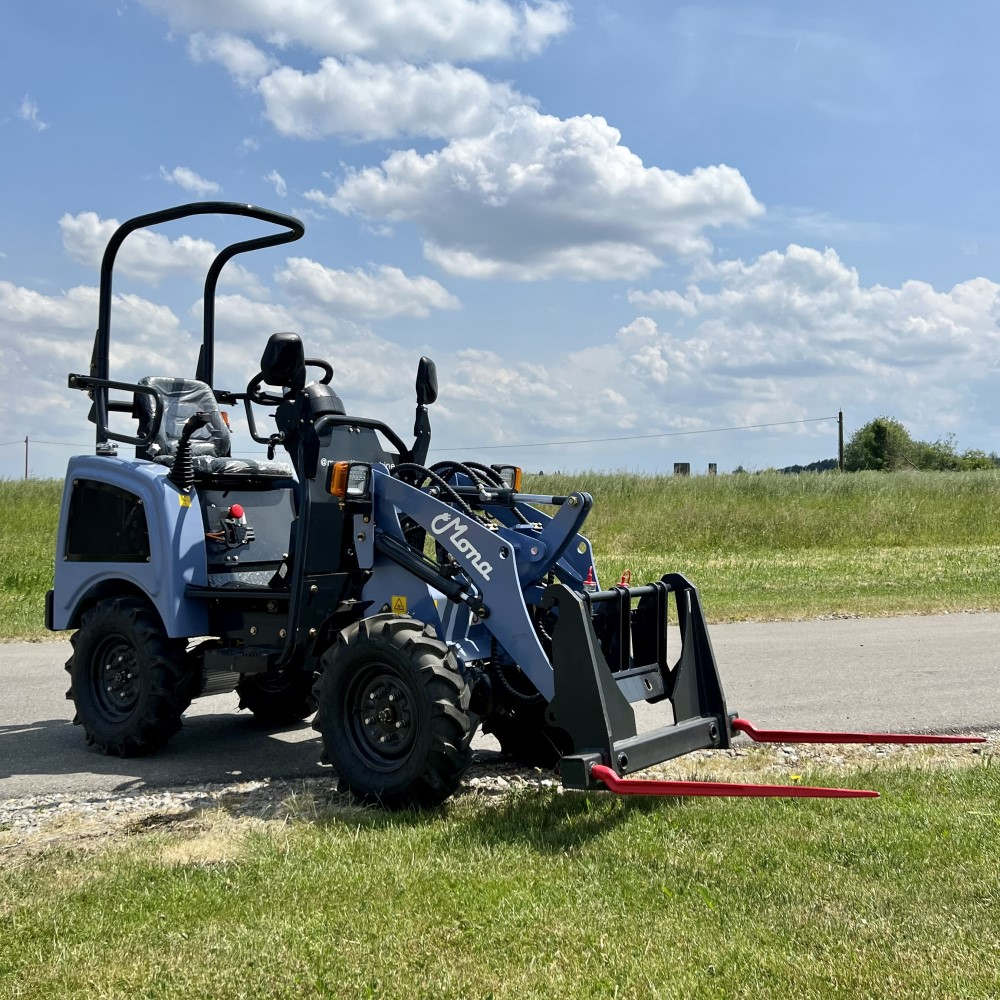
Elektrischer Hoflader von Mona, die Maschine mit Ballenspieß

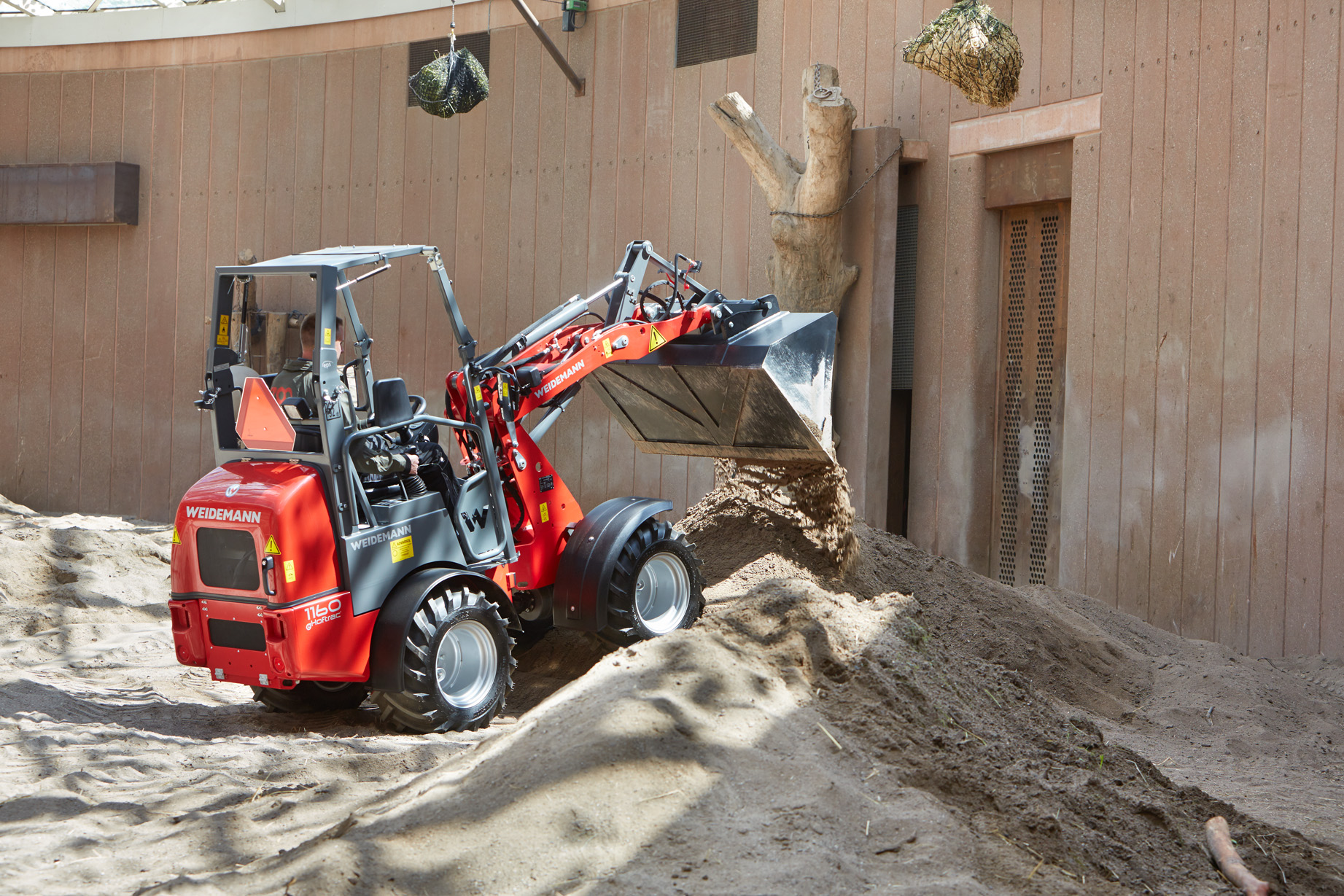
Weidemann 1160 eHoftrac (Hoflader mit Elektroantrieb)

Neben den häufig verwendeten Modellen mit Verbrennungsmotoren, vorwiegend mit Dieselmotoren ausgestattet, gibt es auch Modelle mit Elektroantrieb, die wegen des Elektromotors speziell in Innenräumen keine Schadstoffe ausstoßen und besonders vorteilhaft zu nutzen sind. Grundsätzlich ermöglichen sie auch einen klimafreundlichen Betrieb, weil sie mit erneuerbarer Energie betrieben werden können.